# Дентална номенклатура
Стандардизована дентална номенклатура је неопходна ради лакшег означавања морфолошких елемената на зубима, и лакшег и једноставнијег споразумевања.
Све компоненте стоматогнатог система се посматрају, анализирају и описују у три основне оријентационе равни: сагиталној, фронталној и хоризонталној. Постоји и тзв. интеркондиларна осовина која пролази кроз центре ротације десног и левог виличног зглоба, а која се користи за описивање кретања доње вилице.
- сагитална раван
- фронтална раван
- хоризонтална раван

## Предњи и бочни зуби
Предњи зуби обухватају класу секутића и очњака и налазе се у предњем делу уста. Користе се за сечење и кидање хране, а значајни су и са становишта фонетике, естетике и др.
Бочни зуби обухватају класу молара у млечној дентицији и класу премолара и молара у сталној дентицији. Користе се за гњечење и млевење хране, а имају и друге значајне функције.

## Површине (стране) зуба
При описивању круне и корена често се користе различити називи који описују стране зуба. Предњи зуби имају четири стране и један сечивни гребен, а бочни зуби имају пет површина (укључујући и оклузалну).
Спољашња страна се назива вестибуларна (лат. facies vestibularis), јер је окренута према предворју (вестибулуму) усне дупље. Њени синоними су лабијална страна (лат. facies labialis) за предње зубе, јер је окренута ка уснама, и букална страна за бочне зубе, јер је окренута ка образима.
Унутрашња страна зуба се једним именом назива орална (лат. facies oralis) јер је окренута ка усној дупљи. Осим тога постоје и синоними: палатинална страна (лат. facies palatinalis) за горње бочне зубе, и лингвална страна (лат. facies lingualis) за доње и горње бочне зубе.
Страна сваког зуба окренута према сагиталној медијалној линији (која дели лице и читав зубик на две симетричне половине) назива се мезијална страна (лат. facies mesialis).
Наспрам мезијалне налази се дистална страна (лат. facies distalis), а заједнички назив им је проксималне стране (лат. facies proximalis s. aproximalis s. contactus).
Страна зуба окренута према антагонистима из супротне вилице назива се гризна или оклузална страна за бочне зубе, а код зуба интерканине регије ова страна је сведена на сечивну ивицу или гребен (лат. margo incisalis s. occlusalis).
На корену се још разликује његов завршни део, који се назива врх корена (лат. apex radicis dentis) на коме се налази и отвор (лат. foramen apicis dentis) за улазак крвних и лимфних судова, живаца и других структура у унутрашњост зубне шупљине.

## Ивице (угаоне линије) и темена зуба
Ивице зуба настају спајањем две суседне површине, а њихов назив одговара површинама које се граниче. Синоними за ивице зуба су краци угла, односно угаоне линије. У зависности од правца пружања, постоје: инцизални (оклузални)  и аксијални краци углова. Први се пружају у правцу мезио-дистално, а други у правцу инцизо-цервикално (од сечивне ивице према врату, тј. корену зуба).
| ИВИЦЕ (УГАОНЕ ЛИНИЈЕ) НА КРУНИ ЗУБА |                     |                     |                     |
| предњи зуби                         | предњи зуби         | бочни зуби          | бочни зуби          |
| аксијални крак угла                 | инцизални крак угла | аксијални крак угла | инцизални крак угла |
| мезио-лабијална                     | лабио-инцизална     | мезио-букална       | буко-оклузална      |
| мезио-лингвална                     | лингво-инцизална    | мезио-лингвална     | лингво-оклузална    |
| дисто-лингвална                     | мезио-инцизална     | дисто-букална       | дисто-лингвална     |
| дисто-лабијална                     | дисто-инцизална     | дисто-лингвална     | мезио-оклузална     |

На споју три површине (стране) зуба настаје одговарајуће теме угла, које носи име суделујућих површина.
| ТЕМЕНА УГЛОВА НА КРУНИ ЗУБА |                        |
| предњи зуби                 | бочни зуби             |
| аксијални крак угла         | инцизални крак угла    |
| мезио-лабио-инцизално       | мезио-буко-оклузално   |
| мезио-лингво-инцизално      | мезио-лингво-оклузално |
| дисто-лингво-инцизално      | дисто-буко-оклузално   |
| дисто-лабио-инцизално       | дисто-лингво-оклузално |

## Смерови и правци при опису зуба
Зуб се може посматрати из три правца:
- инцизоцервикални (за предње зубе), односно оклузоцервикални правац (за бочне зубе);
- мезиодистални или проксимални правац;
- вестибуло-орални или трансверзални правац.

Смерови који се користе при опису зуба су:
- инцизални (оклузални),
- цервикални (гингивални),
- апикални,
- мезијални,
- дистални,
- вестибуларни (лабијални, букални) и
- орални (лингвални, палатинални) смер.

## Топографска подела зуба
Ради детаљније анализе и објашњавања морфолошких детаља на зубу, његова круна је из свих аспеката подељена замишљеним вертикалним и хоризонталним линијама на одговарајуће трећине. Са друге стране, корен је подељен на трећине само хоризонталним линијама. Оне су добиле имена сагласно односу деобних линија према посматраној површини.
| ТРЕЋИНЕ КРУНЕ И КОРЕНА ЗУБА |                   |                         |                   |                       |                     |                     |                     |
| вертикална подела           | вертикална подела | вертикална подела       | вертикална подела | хоризонтална подела   | хоризонтална подела | хоризонтална подела | хоризонтална подела |
| дистална                    | 1                 | лабијална (букална)     | 4                 | инцизална (оклузална) | 6                   | цервикална          | 7                   |
| средња                      | 2                 | средња                  | 2                 | средња                | 2                   | средња              | 2                   |
| мезијална                   | 3                 | лингвална (палатинална) | 5                 | цервикална            | 7                   | апикална            | 8                   |